# A Time to Love and a Time to Die
A Time to Love and a Time do Die (Brasil: Amar e Morrer / Portugal: Tempo para Amar e Tempo para Morrer) é uma coprodução teuto/norte-americana de 1958, do gênero drama, dirigido por Douglas Sirk e estrelado por John Gavin e Liselotte Pulver.

## Notas sobre a produção

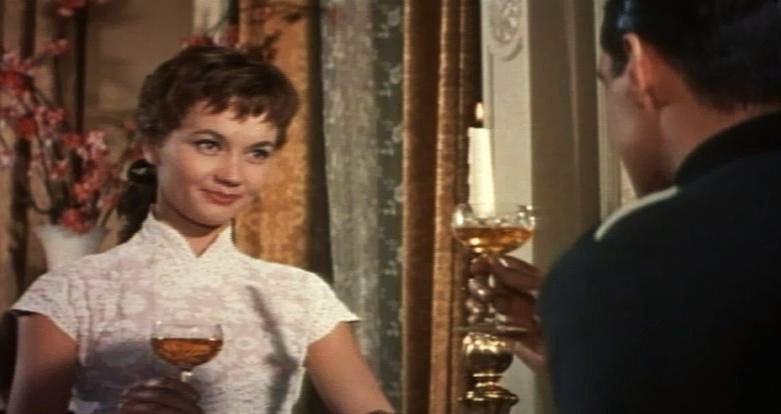
Liselotte Pulver e John Gavin (de costas) em cena do trailer do filme. Liselotte (Lilo), nascida em 1929, em Berna, protagonizou filmes alemães e coproduções europeias, após aprender a profissão nos palcos de sua cidade. A Time to Love and a Time to Die foi o primeiro de seus poucos trabalhos em produções americanas.

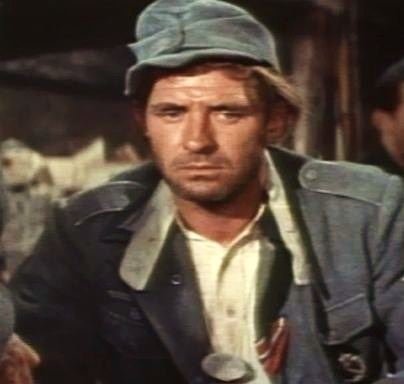
O ex-dublê e futuro Tarzan Jock Mahoney em cena do trailer do filme.

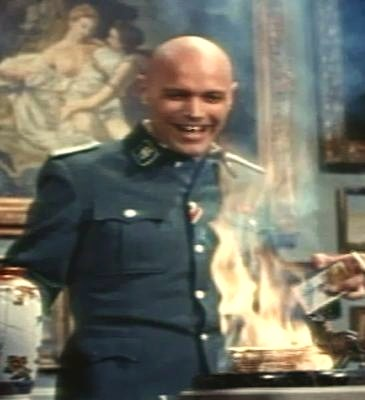
Kurt Meisel em cena do trailer do filme.